# Absolut Vodka
Absolut Vodka es una marca de vodka de origen sueco, propiedad del grupo francés Pernod Ricard. Su origen se remonta a 1879 y durante décadas formó parte del grupo Vin & Sprit. Es la tercera marca de bebida blanca más consumida a nivel mundial, después de Bacardí y Smirnoff.
Absolut sigue la filosofía "One Source", basada en que todo proceso de fabricación de sus vodkas (agua,semillas y destilación) provienen del pueblo donde está establecido (Åhus), por tanto, se contamina muy poco. Además, las emisiones de carbono en la destilación son neutrales (0% de CO₂) debido a reforestación de árboles en compensación al gas emitido.

## Historia

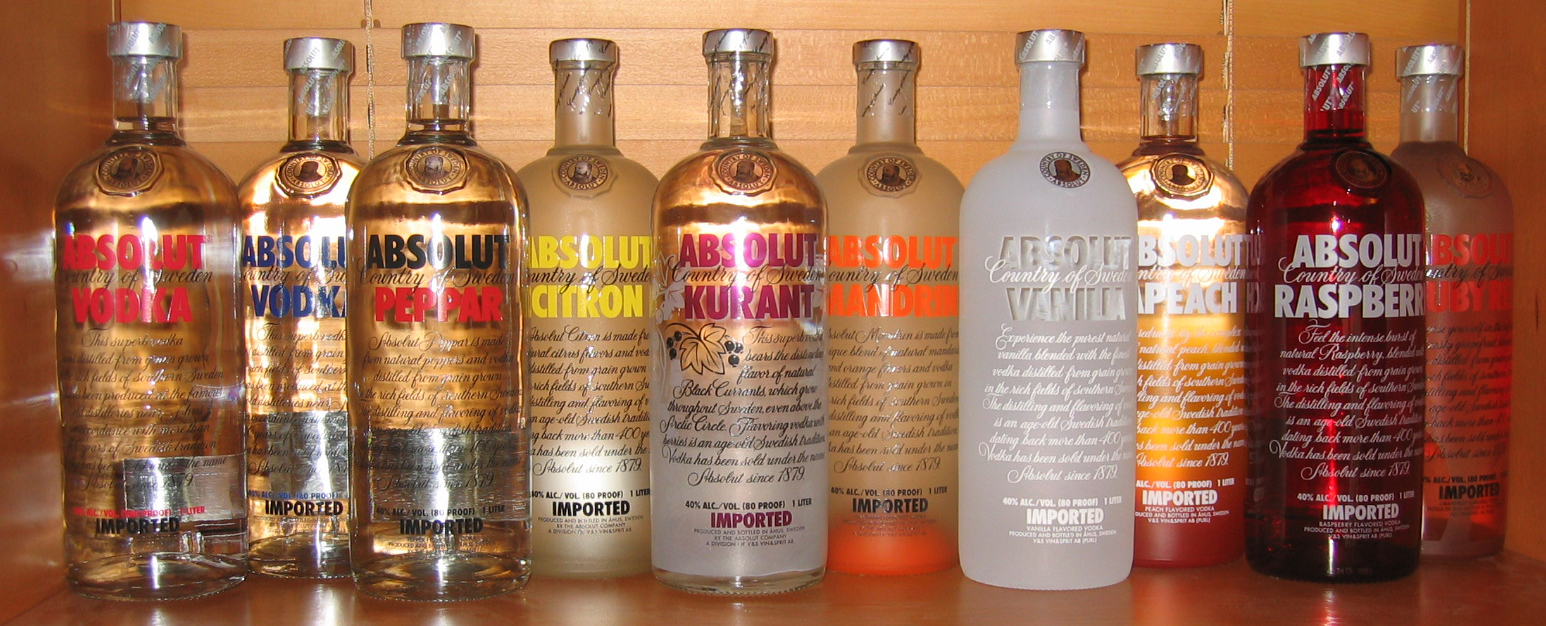
Botellas de Absolut de diferente sabor.

El origen de la marca se encuentra en una destilería de Åhus, Suecia, propiedad del empresario Lars Olsson Smith (1836-1913). Smith empezó a vender su propio destilado casero de brännvin a partir de 1879, desafiando el monopolio sobre el alcohol ostentado en aquella época por ciudades como Estocolmo. Gracias a su éxito, Smith hizo fortuna y asumió el control de varias refinerías en Escania.
En 1917, el gobierno sueco asumió el monopolio de la industria del alcohol y la estatizó. Toda la producción y distribución quedó en manos de una nueva empresa, Vin & Sprit (V&S), que asumió las marcas existentes. Desde ese año el brännvin se comercializó bajo la marca «Absolut rent brännvin» (en español, «vodka absolutamente puro»), siguiendo la fórmula original de Smith.
Debido a las limitaciones para promocionar el alcohol en Suecia, el presidente de V&S propuso aumentar los ingresos mediante la exportación. En lo que respecta al vodka, el rent brännvin fue rediseñado y a partir de 1979 pasó a venderse como «Absolut Vodka», con Estados Unidos como mercado prioritario. La elección de esta marca responde a que las leyes estadounidenses prohibían usar adjetivos calificativos.
El vodka sueco alcanzó fama mundial gracias a su diseño y a la publicidad. La botella de Absolut está inspirada en un frasco medicinal, no tiene más etiqueta que una descripción del producto, y se reforzó su nacionalidad con la leyenda «country of Sweden» («país de Suecia»). A partir de 1981 la agencia de publicidad TBWA puso en marcha la campaña «Absolut Perfection», que reforzaba el mensaje de simplicidad. Por otra parte, la botella fue rediseñada en 1985 por Andy Warhol con una edición especial; desde entonces la marca ha contado con la colaboración artistas como Donna Karan, Helmut Newton y Keith Haring, englobado en la campaña «Absolut Art».
A comienzos de los años 1990, Absolut se convirtió en la marca de vodka más vendida en Estados Unidos y una de las principales en Europa. Para distinguirse de la competencia, la marca reforzó su línea de productos con vodkas de sabores y ediciones especiales. V&S se mantuvo de forma independiente hasta 2008, cuando volvió a ser privatizada y absorbida por la multinacional Pernod Ricard.